# Пуктышский сельсовет
Пуктышский сельсовет — упразднённые административно-территориальная единица и муниципальное образование (сельское поселение) в Щучанском районе Курганской области Российской Федерации.
Административный центр — село Пуктыш.
9 января 2022 года сельсовет был упразднён в связи с преобразованием муниципального района в муниципальный округ.

## История
Статус и границы установлены Законом Курганской области от 3 декабря 2004 года № 895 «Об установлении границ муниципального образования Пуктышского сельсовета, входящего в состав муниципального образования Щучанского района».

## Население
| 1989 | 2002 | 2004 | 2010 | 2012 | 2013 | 2014 |
| ---- | ---- | ---- | ---- | ---- | ---- | ---- |
| 918  | ↘740 | ↘717 | ↘495 | ↘463 | ↘444 | ↘428 |
| 2015 | 2016 | 2017 | 2018 | 2019 | 2020 |      |
| ↗430 | ↗435 | ↘426 | ↗432 | ↘405 | ↘384 |      |

## Состав сельского поселения
| № | Населённый пункт | Тип населённого пункта       | Население |
| - | ---------------- | ---------------------------- | --------- |
| 1 | Михайловка       | деревня                      | ↘136      |
| 2 | Никитино         | деревня                      | ↘53       |
| 3 | Пуктыш           | село, административный центр | ↘306      |

### Упразднённые населённые пункты
Старое Панькино — упразднённая в 2000 году деревня.